# مارغريت هولمز
مارغريت جون هولمز الحاصلة على وسام أستراليا (ريد قبل الزواج، 24 يناير 1909 – 10 سبتمبر 2009) كانت ناشطة سلام أسترالية، تحديدًا خلال حرب فيتنام وبصفتها جزءًا من الزمالة السلامية الأنجليكانية. أسست مارغريت فرع ولاية نيوساوث ويلز الأسترالية لـ«رابطة النساء الدولية للسلام والحرية» في عام 1960، وحصلت على عضوية وسام أستراليا في عام 2001 عن الخدمات التي قدمتها للمجتمع.

## سيرة حياتها
وُلدت مارغريت لعائلة ثرية بمدينة سيدني في 24 يناير عام 1909، وكانت الابنة الكبرى لخمسة أطفال، وترعرعت في ضاحية وهرونغا بسيدني. درست مارغريت في كلية النساء بجامعة سيدني، حيث كانت أول طالبة تمتلك سيارة، ودرست الطب. شاركت مارغريت بحركة الطلاب المسيحيين، في أثناء دراستها بالكلية، وتعرفت على فكر المسيحية السلمية. تخرجت مارغريت بدرجة البكالوريوس في العلوم وتزوجت بالطبيب تاغ هولمز في عام 1933، بدلًا من أن تصبح طبيبةً.
أنشأت مارغريت مع زوجها تاغ هولمز بيتًا كبيرًا للعائلة في شارع الجيش بضاحية موسمان، وهي ضاحية على الساحل الشمالي السفلي لسيدني. مارس تاغ هولمز عمله الطبي هناك وأنجبا ستة أطفال. في بداية الحرب العالمية الثانية، ومع هروب العديد من الأوروبيين إلى أستراليا، أنشأ الزوجان «نادي 50-50»، وهو أمسية اجتماعية أسبوعية حيث يمكن لـ«الأستراليين الجدد» التعرف على السكان المحليين والاندماج في مجتمعهم الجديد بشكل أفضل. حضر هذه الأمسيات الثقافية العديد من الفنانين والمثقفين الأوروبيين، وكانت تُقدم فيها عروض موسيقية وأطباق وطنية خاصة من الدول البعيدة. مع ذلك، أخبرت الشرطة الزوجين بضرورة التوقف عن إقامة هذه اللقاءات الاجتماعية بسبب انتشار الحرب إلى المحيط الهادي مع فرض حالات انقطاع التيار الكهربائي وحظر التجول بمدينة سيدني.
في عام 1959، ذهبت مارغريت في رحلة حول العالم لحضور مؤتمر رابطة النساء الدولية للسلام والحرية بمدينة ستوكهولم بالسويد؛ تعرفت مارغريت على تلك المنظمة النسائية للسلام الموجودة منذ فترة طويلة في عام 1940 من خلال المقالات في كتاب «صانع السلام» للكاتب السلامي إليانور مور. انضمت مارغريت لهذه المنظمة بصفتها عضوًا دوليًا، بسبب عدم وجود فرع للمنظمة بسيدني. كان هذا الانضمام بدايةً لمشاركاتها الطويلة والفعالة بالمنظمة، مثل تأسيس فرع ولاية نيوساوث ويلز عقب عودتها من المؤتمر. تضمنت هذه الرحلة العالمية زيارةً إلى النمسا لحضور مؤتمر «الزمالة الدولية للمصالحة»، وزيارةً إلى روسيا حيث كانت تنقل أناجيل مهربة إلى الكنيسة المعمدانية بموسكو، وزيارةً إلى الهند بدعوة من سوشيلا نايار التي قابلتها خلال مؤتمر المنظمة.
أصبحت أنشطة مارغريت أكثر شعبيةً خلال ستينيات القرن العشرين في أثناء حرب فيتنام. قادت مارغريت المظاهرات، بما فيها الإضرابات، وكانت تناضل بانتظام في وسط سيدني، إذ شاركت في وقفات الدعاء، ووقفات إضاءة الشموع، والاجتماعات العامة، وتوزيع المنشورات. في هذه الأثناء، أصبحت مارغريت أيضًا ناشطةً في حملات الحقوق الأصلية وحملات نزع السلاح النووي. نُشر كتاب عن سيرة حياتها بعنوان مارغريت هولمز: حياة وأوقات مناضلة السلام الأسترالية، للكاتب ميشيل كافانا في عام 2006. وُثقت حياتها أيضًا في عدد من تسجيلات التواريخ الشفوية المختلفة والمواد التسجيلية الأخرى، وبعضها موجود في النصب التذكاري للحروب الأسترالية.

## التكريمات
حصلت مارغريت على عضوية وسام أستراليا عام 2001 في تكريمات عيد ميلاد الملكة، «عن خدماتها للمجتمع من خلال منظمات تعزيز السلام، وحقوق الإنسان، وفض النزاعات، خاصةً باعتبارها عضوًا في رابطة النساء الدولية للسلام والحرية». كانت مارغريت مُرشحةً معترضةً على هذا الوسام، وقبلته فقط على أمل أن يساعد في تعزيز رابطة السلام الدولية للسلام والحرية.

## وصلات خارجية
- Powerful voice for peace and freedom